# Kate Hornsey
Kate Hornsey (* 19. Oktober 1981 in Hobart) ist eine ehemalige australische Ruderin. Sie gewann drei Weltmeistertitel und eine olympische Silbermedaille.

## Sportliche Karriere
Bei der U23-Weltregatta 2003 gewann Hornsey im Vierer ohne Steuerfrau die Silbermedaille. 2005 nahm sie erstmals an Weltmeisterschaften in der Erwachsenenklasse teil und gewann auf Anhieb zwei Titel, den im Vierer ohne Steuerfrau und den im Achter. Bei den Ruder-Weltmeisterschaften 2006 in Eton trat Hornsey ebenfalls in zwei Bootsklassen an: Sie gewann erneut den Titel im Vierer und erhielt mit dem Achter die Bronzemedaille. 2007 startete Hornsey bei den Weltmeisterschaften in München nur im Achter, mit dem sie den vierten Platz belegte. Bei den Olympischen Spielen 2008 in Peking erreichte der australische Achter den sechsten Platz.
Nach einem Jahr Pause ruderte Kate Hornsey bei den Weltmeisterschaften 2010 wieder im Vierer und gewann die Silbermedaille hinter dem niederländischen Boot. Bei den Weltmeisterschaften 2011 trat sie wieder in zwei Bootsklassen an: Zusammen mit Sarah Tait gewann sie die Bronzemedaille im Zweier ohne Steuerfrau hinter den Booten aus Neuseeland und dem Vereinigten Königreich. Mit Peta White, Renee Chatterton und Pauline Frasca gewann sie im Vierer Silber hinter dem US-Boot. Da der Vierer keine olympische Bootsklasse ist, trat Hornsey bei den Olympischen Spielen 2012 in London zusammen mit Tait im Zweier an, die Australierinnen gewannen Silber hinter den Britinnen und vor den Weltmeisterinnen aus Neuseeland. Kate Hornsey beendete ihre internationale Ruderkarriere nach den Weltmeisterschaften 2014, bei denen sie mit dem australischen Achter den zehnten Platz belegt hatte.
Die 1,74 m große Kate Hornsey ruderte für den New Norfolk Rowing Club und später für den Mercantile Rowing Club aus Melbourne.